# Nati nel 1908/Luglio
| Questa pagina contiene informazioni ricavate automaticamente dalle voci biografiche con l'ausilio del template Bio e di un bot. L'aggiornamento è periodico e automatico e ricostruisce completamente la pagina. Se manca una persona in questa lista, sei pregato di non aggiungerla, ma accertati piuttosto che la sua voce biografica contenga il template Bio e che i dati anagrafici siano correttamente compilati. Se il template Bio manca, inseriscilo tu stesso o, in alternativa, metti l'avviso {{tmp\|Bio}} che ne segnala la mancanza. Se i dati riportati sono sbagliati, correggi direttamente la voce biografica; le modifiche saranno visibili in questa lista entro pochi giorni. Per chiarimenti vedi il progetto biografie. La lista contiene solo le 120 persone che sono citate nell'enciclopedia e per le quali è stato implementato correttamente il template Bio. Pagina aggiornata al 18 ago 2025. |

- 1º luglio - Raúl de Anda, attore, regista e produttore cinematografico messicano († 1997)
- 1º luglio - Giuseppe De Falco, politico italiano († 1955)
- 1º luglio - Ed Gordon, lunghista statunitense († 1971)
- 1º luglio - Estée Lauder, imprenditrice statunitense († 2004)
- 1º luglio - Luis Regueiro, calciatore spagnolo († 1995)
- 2 luglio - Fëdor Vasil'evič Čuchrov, mineralogista russo († 1988)
- 2 luglio - Phil Karlson, regista statunitense († 1985)
- 2 luglio - Thurgood Marshall, giurista statunitense († 1993)
- 2 luglio - Giuseppe Scorza Dragoni, matematico italiano († 1996)
- 3 luglio - Héctor Croxatto Rezzio, fisiologo cileno († 2010)
- 3 luglio - M. F. K. Fisher, scrittrice statunitense († 1992)
- 3 luglio - Michel Godin, schermidore francese († 1978)
- 3 luglio - Paul Nogier, docente francese († 1996)
- 3 luglio - Lewis J. Rachmil, scenografo e produttore cinematografico statunitense († 1984)
- 4 luglio - Adolfo Casais Monteiro, poeta, scrittore e critico letterario portoghese († 1972)
- 4 luglio - Aurelio Peccei, dirigente d'azienda, imprenditore e partigiano italiano († 1984)
- 5 luglio - Umberto Degli Esposti, militare e aviatore italiano († 1936)
- 5 luglio - Ferdinando Meomartini, giornalista, pilota automobilistico e saggista italiano († 2003)
- 5 luglio - Hellmuth Mäder, generale tedesco († 1984)
- 5 luglio - Enrico d'Orléans, conte († 1999)
- 6 luglio - Piero Gazzola, architetto e ingegnere italiano († 1979)
- 7 luglio - Evert Willem Beth, matematico olandese († 1964)
- 7 luglio - Spiro Koleka, politico albanese († 2001)
- 7 luglio - Ferdinands Neibergs, calciatore lettone
- 7 luglio - Gerbert Moricevič Rappaport, regista cinematografico sovietico († 1983)
- 8 luglio - Ardelio Allori, dirigente sportivo e imprenditore italiano († 1983)
- 8 luglio - Renato Bacigalupo, nuotatore italiano († 1979)
- 8 luglio - Louis Jordan, sassofonista, polistrumentista e cantante statunitense († 1975)
- 8 luglio - Marcel Pinel, calciatore francese († 1968)
- 8 luglio - Harald Reinl, regista tedesco († 1986)
- 8 luglio - Nelson Rockefeller, politico statunitense († 1979)
- 9 luglio - Minor White, fotografo e docente statunitense († 1976)
- 9 luglio - Lucia di Borbone-Due Sicilie, principessa italiana († 2001)
- 10 luglio - Giorgio Oliva, politico italiano († 2001)
- 10 luglio - Mario Romoli, pittore italiano († 1978)
- 11 luglio - Arrigo Giacomo Camosso, paroliere italiano († 1987)
- 11 luglio - Evi Maltagliati, attrice italiana († 1986)
- 12 luglio - Milton Berle, comico, attore e showman statunitense († 2002)
- 12 luglio - Alain Cuny, attore francese († 1994)
- 12 luglio - Amos Edallo, architetto, urbanista e scultore italiano († 1965)
- 12 luglio - Massimiliano Erasi, ufficiale e aviatore italiano († 1945)
- 12 luglio - Mario Gardini, calciatore italiano († 1986)
- 12 luglio - Alois Hudec, ginnasta cecoslovacco († 1997)
- 12 luglio - Buster Johnson, attore statunitense († 1969)
- 12 luglio - Michele Federico Sciacca, filosofo e storico della filosofia italiano († 1975)
- 13 luglio - Alfredo Guanzini, calciatore italiano
- 13 luglio - Dorothy Round Little, tennista britannica († 1982)
- 13 luglio - Robert Walls, calciatore scozzese († 1992)
- 14 luglio - Filippo Beltrami, partigiano e antifascista italiano († 1944)
- 14 luglio - Anton Francesco Filippini, scrittore e poeta italiano († 1985)
- 14 luglio - Benny Grant, hockeista su ghiaccio canadese († 1991)
- 14 luglio - Giovanni Mosca, giornalista, umorista e illustratore italiano († 1983)
- 14 luglio - Edoardo Ratti, calciatore italiano († 1991)
- 14 luglio - George Sherman, regista statunitense († 1991)
- 15 luglio - Vincenzo Pastore, militare italiano († 1941)
- 15 luglio - Elettra Pollastrini, politica italiana († 1990)
- 15 luglio - Rudolf Seck, militare tedesco († 1974)
- 15 luglio - Folke K. Skoog, botanico svedese († 2001)
- 15 luglio - Howard Vernon, attore svizzero († 1996)
- 15 luglio - Henryk Zygalski, matematico e crittografo polacco († 1978)
- 16 luglio - Giuseppe Belotti, editore e politico italiano († 2005)
- 16 luglio - Ho Jong-suk, politica e attivista nordcoreana († 1991)
- 16 luglio - Lorenzo Mannozzi Torini, italiano († 1995)
- 16 luglio - Louis Van Parijs, nuotatore belga († 1998)
- 17 luglio - Jean Château, psicologo francese († 1990)
- 17 luglio - Enzo Fiermonte, pugile, attore e regista italiano († 1993)
- 17 luglio - Carmelita Maracci, ballerina, coreografa e insegnante statunitense († 1987)
- 17 luglio - Heinrich Northe, diplomatico tedesco († 1985)
- 17 luglio - Giovanni Rebolino, calciatore italiano
- 18 luglio - Gino Brenco, calciatore e allenatore di calcio italiano
- 18 luglio - Lucien Golvin, storico dell'arte francese († 2002)
- 18 luglio - Barry Gray, compositore inglese († 1984)
- 18 luglio - Geoffrey Harrison, diplomatico inglese († 1990)
- 18 luglio - Lupe Vélez, attrice messicana († 1944)
- 19 luglio - Emilio Biancheri, vescovo cattolico italiano († 1982)
- 19 luglio - Ferdinand Bruhin, calciatore svizzero († 1986)
- 19 luglio - Giuseppe Lombardini, calciatore italiano
- 19 luglio - Gunnar Olsson, calciatore svedese († 1974)
- 19 luglio - István Tőrös, calciatore ungherese († 1973)
- 20 luglio - Vincent Coll, mafioso e criminale irlandese († 1932)
- 21 luglio - György Bródy, pallanuotista ungherese († 1967)
- 21 luglio - Corrado Meloni, fantino italiano († 1982)
- 21 luglio - Max Poll, ittiologo belga († 1991)
- 22 luglio - Claire Falkenstein, artista statunitense († 1997)
- 22 luglio - John Sutton, attore britannico († 1963)
- 23 luglio - Antonio D'Andrea, scultore italiano († 1955)
- 23 luglio - Karl Swenson, attore statunitense († 1978)
- 23 luglio - Elio Vittorini, scrittore, traduttore e critico letterario italiano († 1966)
- 24 luglio - Blas Roca Calderío, politico cubano († 1987)
- 24 luglio - Giuseppe Cortese, politico italiano († 1978)
- 24 luglio - Gastone Martelli, calciatore italiano († 1961)
- 25 luglio - Luce Fabbri, scrittrice e anarchica italiana († 2000)
- 25 luglio - Taso Mathieson, pilota automobilistico e scrittore britannico († 1991)
- 25 luglio - Gioachino Oleotti, partigiano italiano († 1952)
- 26 luglio - Heinz Auerswald, avvocato tedesco († 1970)
- 26 luglio - Carl Ludvig Douglas, nobile e diplomatico svedese († 1961)
- 26 luglio - Barbara Goette, insegnante tedesca († 1997)
- 26 luglio - Leo Maduschka, alpinista, scrittore e germanista tedesco († 1932)
- 26 luglio - Luigi Procura, calciatore italiano
- 26 luglio - Corrado Ursi, cardinale e arcivescovo cattolico italiano († 2003)
- 26 luglio - Lucien Wercollier, scultore lussemburghese († 2002)
- 27 luglio - Phyllis Danaher, ballerina, insegnante e coreografa australiana († 1991)
- 27 luglio - Nancy Hamilton, attrice teatrale e sceneggiatrice statunitense († 1985)
- 27 luglio - Paolo Treves, politico, pubblicista e politologo italiano († 1958)
- 27 luglio - Torsten Ullman, tiratore a segno svedese († 1993)
- 28 luglio - Emil Bergman, hockeista su ghiaccio svedese († 1975)
- 28 luglio - James Joseph Byrne, arcivescovo cattolico statunitense († 1996)
- 28 luglio - Maria Garzena, militare italiana († 1944)
- 28 luglio - Blanche Mehaffey, attrice statunitense († 1968)
- 30 luglio - Heinrich Andergassen, ingegnere e militare austriaco († 1946)
- 30 luglio - Lawrence W. Butler, effettista statunitense († 1988)
- 30 luglio - Pietro Cuscani Politi, geologo e paleontologo italiano († 1989)
- 31 luglio - Hans Dauser, militare tedesco († 2001)
- 31 luglio - Dorothy Spicer, aviatrice britannica († 1946)
- 31 luglio - José Díaz Morales, regista e sceneggiatore spagnolo († 1976)
- 31 luglio - Max Hansen, militare tedesco († 1990)
- 31 luglio - Fernando Huergo, schermidore argentino († 1995)
- 31 luglio - Edoardo Enrico Morabito, militare e giornalista italiano († 1936)
- 31 luglio - Adriano Spilimbergo, pittore italiano († 1975)
- 31 luglio - Attilio Veroni, calciatore italiano († 1983)